# Васојевићи
Васојевићи су једно од српских племена која припадају групи брдских племена у данашњој Црној Гори. Настањени су у источном делу Црне Горе, у Лијевој Ријеци у сливу Мораче и с обе стране Лима све до реке Љешнице, и на Тари испод Комова. Узети као заједница у целини и својим пуним границама, Васојевићи су вероватно и највеће српско племе са насељима која се протежу од границе са Братоножићима код Вјетарника, до Бихора близу Бијелог Поља, и преко Матешева на Тари, до Новшића према Плаву. Седиште племена се постепено свело на Андријевицу. Њихов живот у тим крајевима се може пратити до XV века, и то конкретно у области Лијеве Ријеке одакле су се проширили на остале споменуте крајеве, и истисли Клименте који су запосели земљу исељених полимских Срба. Представљају једно од значајнијих племена за српску историју, са изразито истакнутим српским националним идентитетом, али и веома ратоборно племе које је учествовало у многим борбама против Османлија. Из области и из самог племена су потекле многе значајне личности за српску историју.

## Етимологија
Назив племена не потиче од неког топонима. Васојевићи се сматрају једном породицом или родом, окупљеним око једног заједничког претка. Име рода је патронистичко. То значи да је оно дошло преко мушког претка који се по свему судећи звао Васоје. Постоје различита народна предања о том претку, и издваја се споменути Васоје, и Васо који би био његов потомак, мада се често дешава да се ова два имена мешају у различитим предањима.

## Територија
Васојевићи обухватају споменуту територију која се протеже од границе са Братоножићима код планине Вјетарник, до Бихора близу Бијелог Поља, и преко Матешева на Тари, до Новшића према Плаву. Првобитно су се налазили у области која је обухватала Лијеву Ријеку, да би се након XV века проширили у готово опустошена подручја која су масовније напустили полимски Срби и истисли одатле Клименте који су непосредно пре тога заузели та подручја. Тиме су се Васојевићи утврдили у споменутим областима, а током времена им је седиште постепено све више постајао град Андријевица.
Географски, њихова племенска област се може поделити на Горње и Доње Васојевиће. Горњи Васојевићи обухватају област оријентисану ка планинском подручју - од Комова са извориштем реке Таре, до Матешева, и на горњем Лиму до Виницке. Они се даље деле на две посебне области. То су споменута Лијева Ријека са Барама Краљским и Врањештицом, која јесте заправо област од Вјетарника до Трешњевика, која прати сливове Мораче и Таре, и друга област која јесте андријевички крај са Полимљем и Злоречицом, познат и као Горња нахија или у Васојевићима само, Нахија. Наспрам њих, доњи Васојевићи су заправо нижа област око Берана, која прати ток реке Лим испод Трепче до утоке реке Љешнице. Често се доњи Васојевићи, наспрам Горње нахије и Лијеве Ријеке као матице, називају Доњом нахијом.
На југу се Васојевићи граниче са суседним племенима, Кучима и Братоножићима, као и Брскутом који је између њих. На истоку се налази граница са Албанијом, а североисточна граница се често мењала, на рачун Османлија. Лијева Ријека представља брдски терен са шумама, испресецан речицама и теснацима, а слично тако важи и за горње Васојевиће. Ипак, у доњим Васојевићима има више равница око река, те је брдска конфигурација терена блаже изражена.
Лазар Томановић је навео податке да су Васојевићи при одласку на Цетиње имали обичај говорити да иду у Црну Гору, а Црногорци су на Васојевиће гледали као да су из Старе Србије, као што њој географски и припадају.

## Организација
Као и код других племена, и код Васојевића је након османских освајања све видљивија племенска организација. Ипак, постоје извесне разлике код Васојевића у односу на нека друга српска племена на простору данашње Црне Горе, а која се тичу настанка племена, као и његове родовске организације.

### Порекло племенске организације
Постоје различити видови настанка племенске организације код српских брдских племена. Разликују се по томе ко је највише утицао на развитак ове организације. Приликом насељавања Словена у ове просторе, Словени су затекли малобројније староседелачко становништво које су назвали Власима, који су тада били страни етнички елемент, и који су се касније, вероватно највише у време Немањића, утопили у то становништво и постало део српског народа, а сличан процес се одигравао и код других балканских народа попут Бугара. У време средњовековних српских држава није било израженије племенске организације - она добија на значају тек у време, односно након османских освајања. Поставља се питање да ли су за племенску организацију заслужни управо Словени, или влашко становништво на овим просторима.
Према Јовану Ердељановићу, племенску организацију брдских и црногорских племена доводе управо Словени који су се на Балканско полуострво насељавали управо у виду племена. Тиме би племенска организација из времена Османлија била само наставак те старије племенске организације коју су донели Словени, а која је нестанком уређења српских средњовековних држава добила поново на значају. Сличан поглед имају и многи други историчари и етнолози попут Јована Цвијића и Радослава Вешовића. Касније, највише у периоду династије Немањића, у њих се утопило и малобројније влашко становништво које је тиме престало да буде страни етнички елемент. Ипак, због интензивног бављења сточарством, за разлику од Словена који су претежно били ратари, термин влах је постао постепено синоним за сточара, што се наставило и за време османске управе. Ти Власи које су Словени затекли, су се, такође, претходно груписали у њихова племена, али са мање израженим елементима племенске организације. Османска освајања су срушила управу коју су давале српске државе, чиме становништво поново окренуло ка племенској организацији. Тиме су се формирала брдска и црногорска племена, од која су нека заправо изразитије мешовитог порекла (словенског и влашког које су се одавно словенизовали и утопили у околну словенску популацију), а нека доста хомогенија. Такође, нека племена су се формирала груписањем више родова, као што је то био случај код Пипера, а нека су настала груписањем око једног бројног рода, као што је то случај код Васојевића.
Ипак, другачији вид на то имају историчари попут Бранислава Ђурђева и Симе Ћирковића, према којима је управо становништво влашког порекла увело потребне елементе за настанак племенске организације. Када су се Словени населили на ове просторе, они су се претежно насељавали у низијама, док су популације попут Влаха и Арбанаса, које су Словени међусобно разликовали, живели углавном на брдским пределима. Словени, претежно ратари, су формирали жупе које су имале значај у време српских средњовековних држава, док су Власи као претежно сточарско становништво, имали своје катуне. Као и код претходног вида, и према овом, током времена, Власи су се постепено утапали у словенско становништво, односно словенизовали, губећи елементе страног етничког идентитета, док се на крају у потпуности нису асимиловали у околне Словене. И по овом виду, термин влах све више постајао само назив за сточара, а све мање етничка одредница да би у одређеном периоду он то дефинитивно престао да буде. Ово виђење је исто и присутно и у западној историографији. Разлика у односу на Ердељановићев поглед јесте што су, по овом виду, Власи заправи то који су Словенима донели своје елементе сточарства. Након распада српских држава и пада под управу Османлија, жупе су драстично изгубиле на значају, у односу на катуне. Тада је дошло до масовнијег преласка одређеног ратарског становништва у сточарско, чиме се постепено развила родовска организација и интензивније формирање катуна, а затим из родовске током XVI века права племенска организација. Овиме би споменута брдска и црногорска племена у Млетачким списима из XV века заправо биле групе са још увек недовољно истакнутом племенском организацијом. Једино неслагање које постоји између осталих, и одређених историчара попут Симе Ћирковића са друге стране, јесте што се по Ћирковићевом виду, иако изразито словенизовани, Влах као етничка одредница у потпуности изгубио тек непосредно након османских освајања, а не у време владавине Немањића. Ипак, ово виђење постаје проблем када се узме у обзир да су Власи готово у потпуности словенизовани током XV века чиме остаје упитно како би се етнички разликовали од околних Словена. Такође, за нека племена, која су често спомињана као влашка, испоставило да су њихови припадници словенског порекла.
Ипак, заједничко за сва виђења јесте чињеница да се тек након османских освајања јавља племенска организација каква се познаје на простору данашње Црне Горе. Што се тиче настанка племенске организације конкретно код Васојевића, постоје неке нејасноће. Васојевићи се као род, односно група људи, спомињу у млетачким и османским изворима током XV века, али остају непознате информације о организацији њихове тадашње заједнице. Оно што је ипак видљиво јесте да се племенска организација јављала око јасног језгра - споменутог рода, који се касније проширио, и по томе су сличнији Бјелопавлићима него Кучима, код којих је племе формирано стапањем више родова.

## Историја

### Касни средњи век и први помени
Васојевићи се први пут спомињу у млетачким, дубровачким и османским изворима из XV века. Као што је речено, тада су споменути само као род, али остаје нејасно одакле је тај род потекао, односно да ли је староседелачки на том подручју или је однекуд дошао.
Конкретно, први помен Васојевића се може наћи у тужби Дубровчанина Брајана Проданића која је поднета дубровачком суду. У њој он наводи да су му 60 горштака Бјелопавлића, Пипера, али и Васојевића, убили његовог брата и опљачкали робу. Тада су они били у близини Лијеве Ријеке, тачније ка Медуму у Кучима, и нису се иселили на друге споменуте просторе ка Полимљу. Тада се спомиње да у тој области станују са Пиперима. Ипак, ово је довело до забуне поједине историчаре да помисле да је управо Медун у Кучима било седиште Васојевића, за шта не постоје докази, већ извори напомињу управо да се радило о Лијевој Ријеци. Такође, у уговору из 1455. године у српском православном манастиру Врањина, између Млечана са Стефаном Црнојевићем и народом горње Зете који је прихватио његову управу, којим је народ тражио да им се не доводи католичко свештенство већ остави православно, спомињу се нека друга српска племена, попут управо Пипера и Куча, али не и Васојевићи, који се тада још увек нису значајније формирали као заједница, за разлику од других споменутих.
Поводом порекла, постоје више погледа. Према устаљеном предању, Васојевићи су на тај простор дошли из Херцеговине и да им је један од даљих предака био Аранђел. Ово предање је интересантно зато што се у Херцеговини, и то конкретно у околини Фоче, налази споменик кнезу Арађију Васојевићу који је живео у време Сандаља Хранића почетком 15. века. Такође, још 1284. године се у дубровачким списима спомиње Михаило Васољевић, који је живео у месту Уберт у Хуму, недалеко од Љубмира. Остаје нејасно да ли је он у некој вези са Васојевићима. Теза да су Васојевићи дошли из Херцеговине, у споменуте крајеве Брда, те и да су ове личности управо везане за Васојевиће, овиме добија на значају. Генетичка истраживања су суштински и потврдила ову тезу, јер се испоставило да род Васојевића, око којег се формирало племе и који чини готово цело племе, има генетске сроднике у православним Бобанима у Попову пољу који славе Светог великомученика Георгија (Ђурђевдан), као и одређеним староседелачким братствима у околини Невесиња, те даље сродство са неким православним братствима која славе Часне Вериге Апостола Петра и чија је матица код Мркоњић Града. У сваком случају, према изворима из тог периода, јасно је да су Васојевићи у Зети још од помена из XV века, носиоци српског идентитета и православне вероисповести. Такође, одређена друга предања о заједничким прецима Васојевића и других српских племена, а у неким верзијама и албанских, су оборена.

### Племенски период
Током XV века ови крајеви постепено освајају Османлије. Из Османских дефтера 1485. и 1497. године, у Ријечици (тадашња Лијева Ријека), као и у већини места где су живела српска племена, у Брдима, сем код Куча, забележена су готово искључиво словенска и хришћанска имена која су везана за православце, што иде јасно у прилог о православној вери у овим крајевима. Такође, из њих се види и да су простори Полимља исто били већински православни. Простор Полимља је пре тога насељавало српско православно становништво, и био је један од истакнутијих простора који се налазио усред српских држава. Ту се налазе и значајни манастири Српске православне цркве, попут манастира Ђурђеви Ступови код Берана, из 1213. године. Свети Сава је на овом простору установио Будимљанску Епископију.Тада се Васојевићи још увек нису масовније иселили у ову област. Ово остаје случај и почетком XVII века. Године 1614., Которанин Маријан Болица (Mariano Bolizza) прави свој извештај за Млетачку републику, у који даје опис простора данашње Црне Горе. Тада у Брдима он наводи одвојено српска и албанска племена, са детаљима о вери и броју наоружаних припадника сваког племена. Такође, он наводи Васојевиће као српско православно племе којих нема много, и којима командују Никола Оташев и Лале Бојов. Били су доста малобројнији од осталих племена, попут Пипера и Куча, те постаје донекле јасно зашто нису спомињани у претходним периодима. Додатно, из тог извештаја се види да је Будимље још увек било насељено многобројним српским православним становништвом, и где је град Плав имао богате припаднике.
На почетку XVII века, Брда су била место великих битака српских и католичких албанских племена која нису признавала власт Османлија, против Османске војске и Скадарских паша. То су устанци попут оних 1609, 1612. и 1613. године. Васојевићи су у тим биткама заузимали видно место, и активно су учествовали у суживоту са осталим Брђанима и сарадњи против Османлија, те су били на састанцима брдских племена у манастиру Морача и Кучима, која су се одржала почетком XVII века. Некад се дешавало да међусобни сукоби унутар или између самих племена онемогуће бољу сарадњу пред неке битке, а дешавало се и да племена у Старој Црној Гори остану пасивна и не потпомогну Брдска племена у њиховим борбама, што су често Брђани умели да узврате. Ипак, Васојевићи су и поред највеће изолованости и због тога најмање помоћи коју су добијали, ипак веома активно учествовали у говото свим биткама које су вођене против Османлија. Због тога су опевани у многим народним песмама, попут песме о "Брајотићу Мару" коју је забележио Вук Караџић. У народу су у сећању и остали многи васојевићки хероји из тог периода, попут Арсенија Ракетића који је био васојевићки главар 1658. у периоду жестоког сукоба са Османлијама из Скадра. Васојевићи су такође били веома активни, као и суседна српска племена, у време Кандиског рата 1644-1669, те су се после тога многи од њих иселили за околне крајеве.
Године 1658, под утицајем Млетачке републике, Васојевићи, Пипери, Кучи, Братоножићи, Клименти, Хоти и Груда формирају такозвани "Алај Барјак", односно савез тих седморо племена са Млетачком републиком против Османског царства. Нешто касније, побуне против Османлија избијају у Васојевићима, Пиперима, Ровцима, Бјелопавлићима, Братоножићима и Кучима. Млетачка република пружа подршку Црногорцима и Брђанима и касније, све док их [[Османлије нису поразиле и избациле из Старе Црне Горе.
У периоду током XVII века, српско становништво Будимља постаје веома проређеније. Године 1651. су Османлије побиле тамошње православно свештенство, а Будимљански епископ Пајсије одрт. Тада је и српски православни манастир Шудикова спаљен. Након 1689. године, аустријска војска је након победа и заузимања великог дела Старе Србије уз помоћ српских устаника, доживела поразе од Османлија и напустила та подручја. Старо српско становништво Будимља се у великој мери повукло са аустријском војском због страха од освете Османлија. Тада ове готово пусте крајеве насељавају српска брђанска и албанска малисорска племена, међу којима Васојевићи и Клименти. Управо тада почиње ширење Васојевића у те просторе, изван своје матице око Лијеве Ријеке. Током XVII века, ове просторе су масовно пљачкали и нападали албански Клименти. Убрзо након тога долази до сукоба између Климената и Васојевића, у коме Васојевићи побеђују Клименте уз помоћ преосталог српског становништва и протерују их из данашње области Васојевића у Будимљу, села Пепића код Мурина. Касније, током XVIII и XIX века, ови простори су поприште жестоких борби између Османлија са једне стране, и Васојевића и преосталог српског становништва са друге стране, које су Васојевићи називали Србљацима. Неретко су се дешавали и мањи окршаји између самих Васојевића и околних племена, као и код других брдских племена, те и Васојевића и Србљака.
Васојевићи и Братоножићи су помогли Кучима да се одбране у сва три налета Сулејман-паше Скадарског, који је са поприлично бројнијом војском коју су потпомогли арбанашке паше из Метохије и са севера Албаније, нападао Куче у периоду 1687. и 1688. године.

### Период од XVIII века
Током овог периода, долази до интензивирања борбе Васојевића и осталог српског становништва тих крајева са једне, и Османлија и муслиманских Арбанаса са друге стране. Васојевићи успевају мање да се прошире на рачун Османлија. О сукобу који су имали са Османлијама, сведочи и то да су Васојевићка села масовно била паљена, а и да је веома мали број Васојевића прешао на ислам. У периоду Аустријско-турских ратова са почетка XVIII века, и владавине црногорског владике Данила, Васојевићи и Кучи, којима су се придружили и арбанашки Клименти, су организовали заједнички поход ка Пештеру, у покушају да се пробију до Шумадије. Према народним песмама, за вођу Васојевића је изабран Батрић Рајковић, а за вођу устаника је изабран тадашњи гувернатор Брда, војвода Радоња из Куча. Успели су да опустоше одређена турска места и постигли су одређене успехе. Према споменутим песмама, на Пештери су се срели са одређеним маџарским војводом, који је, љубоморан на те успехе, успео да отрује војводу Радоњу након чега је устанак пропао. Ипак, оно што је историјски познато јесте да су тада Аустријанци били поражени и приморани на повлачење, а након тога брдска племена, а посебно Васојевићи, масовно настрадали од Османлија које су попалиле њихова села и побиле велики број њих. Тада је Хоџа-вердипаша Махмудбеговић био запажен на веома лошем гласу међу тамошњим хришћанима, јер их је убијао и остављао да умиру у његовим тамницама у Скадру и Пећи. Након тога, они су се повукли назад ка својој матици у Лијевој Ријеци, али су се после поново населили у крајеве из којих су се повукли.
Године 1789, Васојевићи су заједно са осталим српским племенима са данашње Црне Горе, послали писмо Русима, у којима су навели да су они српски кланови, односно племена, православне вероисповести.
Почетком XIX века постају активни у Васојевићима игуман манастира Ђурђеви Ступови, Мојсије Зечевић, главна личност у Васојевићима тог периода, као и Николе „Консула“ Васојевића (1797—1844), тада титуларног кнеза у Васојевићима који је службовао као дипломата више европских земаља. Он је познат по свом неуспешном пројекту оснивања Кнежевине Хомлије, независне државице између тадашње Митрополства Црне Горе и устаничке Србије. Та држава би обухватала српска и албанска племена, где би он био њихов вођа. Ипак, како су западне земље где је службовао неблагодно гледале на православну Русију, понудио је њима савезништво, а римском папи прелазак становништва будуће државе на католицизам. Због обога, а и због своје превртљивости није наишао на озбиљнију подршку, међу европским владарима, а ни међу Васојевићима који су тежили уједињењу српског народа. Тиме је дошао у сукоб са Мојсијем Зечевићем и Петром II Петровићем Његошем те је убијен у Доњем Загарачу где је и сахрањен.
Током средине XIX века, избиле су неке од најжешћих борби Васојевића са Османлијама, али сада су Васојевићи већ постали бројније и снажније племе које је успело боље да потпомогне остала племена. Тако су у време напада Омера-паше на Црну Гору, у том периоду, са Цетиња позвали војводу Миљана Вукова са Лијеве Ријеке да оде у помоћ Пиперима, што је он и учинио. У другој половини XIX века, дошло је до крштења потурчењака у Васојевићима. Црногорски годишњак "Орлић" за 1866. годину доноси текст "Крштење потурчењака у Васојевићима од 1825 до 1857" у којем између осталог пише и једна од верзија предања да брдска и арбанашка племена имају заједничког претка Србина, за које се испоставило да није тачно: "...у Горњијем и Доњијем Васојевићима има око 1800 кућах све самијех Србаља и српскијех јунаках... Тако се и у Црну Гору из Далмације доселе три брата: Оздро, Васо и Хото. Оздро се насели у Чеву у катунској нахији, од које се народе данашњи Оздринићи, међу којијема је прва породица Вукотићи... А Васо оде под планину Ком, те се настани у селу Ножици... А Хото се насели више Хумскога блата у Арбанији мјесту међу Климентима и Кастратима, од којега се народе садашњи Хоти. Од њих се неки истурче, а неки... пређу у римску цркву у оно вријеме, кандо и други српски млоги племићи вјером преврнуше...".
То је такође период жестоких битака Црногораца са скадарским, подгоричким, никшићким и граховским пашама. Тада су Османлије формирале снажну војску која је починила велика зверства по Полимљу, што је остало дубоко запамћено у тамошњем народу, а тиме и Васојевићима. Они су тада пружили због тога жесток отпор, али нису прошли тада добро ни они ни Османлије. Због тога, 1859. године, Васојевићи у Великој и остали капетани у Полимљу сакупљају војску и крећу у велику битку на Бихору против Османлија, где им наносе велике поразе. У том периоду, Васојевићи се проглашавају саставним делом књажевине Црне Горе. Ти капетани и турски порази су остали добро забележени и опевани у народним песмама тих крајева. Након тога, они су појачали своју традицију као добра веза између тадашње Србије и Црне Горе, и радо су прелазили у Србију, како су тада говорили, "питому и братску Шумадију" и "Србију, земљу славну". Због сиромаштва и велике несигурности и битака, често су се и исељавали у те крајеве.
Око лета 1877. године, Османлије су припремиле поприлично велике снаге и поново напали Црну Гору. То је период Црногорско-турског рата који је трајао од 1876. до 1878. године. Тада су припремили чак 20 батаљона регуларне турске војске, као и добровољачке снаге Али-бега Гусињског са тамошњим исламизованим Албанцима, што је велики број војника који се шаље на једно племе. Ти војници су велики зулум направили у Васојевићима и опустошили њихова села. Тада је спаљен манастир Ђурђеви Ступови, а народ доњих Васојевића се дао на велике збегове. Сви који су могли да учествују у биткама, остали су да бране те просторе са застарелом муницијом из претходних битака. Ипак, захваљујући добро организованом отпору, Васојевићи су успели у низу битака да нанесу поразе Османлијама, попут оног у боју на Буковој Пољани. После неуспеха у том боју, Османлије су се пребациле у напад на Морачу, али су им тамо Васојевићи са Морачанима нанели катастрофалан пораз у коме су изгубили много људи. Након тога, Мехмед-Али-паша се повлачи у Колашин, а убрзо бива пребачен на руски фронт у Бугарској. После те битке, Васојевићи су учествовали и у нападу црногорске војске на Бар којег су успели да ослободе почетком 1878. године, а те године коначно одлукама Берлинског конгреса, Плав и Гусиње су додељени књажевини Црној Гори. Те године је формирана Призренска лига, а Арбанаси у Гусињу и Плаву су уз помоћ турских официра, припремили велику војску против Црногораца. На њих је послат војвода Марко Миљанов, који је имао Васојевиће у војсци, али због доста бројнијег непријатеља, а и самих ривалстава унутар црногорске војске, изгубили су битку на Новшићу. Гусиње и Плав су остали ван Црне Горе. Након 1880. године су се коначно битке стишале, али су се још увек дешавали окршаји између Васојевића и Арнаута на граници.
У време Балканских ратова, Васојевићи су дали велики допринос црногорској војсци, као и њихови команданти Лакић Војводић, бригадир Авро Цемовић са генералом Вукотићем. Беране је ослобођено од Турака управо 1912. године. Бранили су Црну Гору и у Првом светском рату, а њихов генерал Радомир Вешовић је био и министар војни Црне Горе.
Васојевићи су као изразито српски оријентисано племе, жестоки поборници уједињења Србије и Црне Горе, те су били на страни Бјелаша за време догађаја Подгоричке скупштине 1918. године. Касније су масовно подржали и дали многе припаднике Југословенске војске у отаџбини.

## Култура и живот
Васојевићи су били претежно сточарско племе, са уређеном друштвеном организацијом и многим народним обичајима. Често су се држали доста затворено, у односу на околно становништво, али су са тиме постепено током времена престајали.

## Народно стваралаштво
Васојевићи су баштиници великог броја епских и лирских народних пјесама насталих у самом племену, од којих многе нијесу ушле у Вукове збирке народних епских пјесама, али ни у неке друге. По први пут ове пјесме су сакупљене и сабране на једном мјесту тек  у 20. вијеку. Међу њима је посебан драгуљ циклус старих пјесама о Светом Алесендру и бугарштица Цар Шћепан на Комовима. Такође су изванредне љепоте епске десетерачке пјесме о Немањићима, Јелени Балшић, Васојевић Стеву, Николи Алтомановићу, Милошу Бјеломужевићу и многим другим историјским личностима.

### Закони, уређење и обичаји
Васојевићи су, као племе, имали уређену друштвену организацију. Постојали су племенски главари који су били представници племена, као и скупштина на којој су се доносиле битне одлуке везане за борбе, казне, сарадњу са другим племенима и слично. Главари су били веома поштовани, јер су често на уштрб својих послова, радили битне послове по племе. Због тога су представљали племе, и увек седели први на окупљањима. Глобе су биле њима даване, али су се узимале веома мало или ретко. Уговоре су доносили представници братстава, а често су одлуке биле писане или неписане. Унутрашњим уређењем су управљали обичаји који су се поштовали. На пример, куповина земљишта се одвијала усмено, а не писмено. Водило се рачуна да тиме буду покривене многе ствари - од оснивања катуна, преко тога где може стока да се испаше, а фокус на сточарство је био јасан, јер су се због терена тиме највише бавили.
Такође је у племену постојао суд, на коме се судило преступницима. Пресуде, које су се звале и сетенције, биле су записиване од стране присутних свештеника и увек су биле важеће. Суд је био народни и увек је судио у племену по њиховим обичајима који су се веома поштовали. Број судија се увек бирао у односу на проблем и број учесника у процесу. Одлуке судства су се увек поштовале и брзо спроводиле. Постојао је и суд кметова који се бавио мањим проблемима везаним за посебна села. Ако би у парничном поступку недостајали докази, учесници су некада могли да се позову на заклетву пред Богом, о којој се строго водило рачуна да буде истинита. Казне су биле различите за различите преступе, а каменовање је изрицано и извршавано само ако се ради о заиста великом преступу који је затекао осуду великог броја припадника племена.
Неки васојевићки народни обичаји су постојали веома дуго, али нису били записани, све док их игуман Мојсије Зечевић није кодификовао у познати Васојевићки закон у 12 тачака. Тиме су Васојевићи постали познати као једино српско племе, које је имало свој сопствени закон.
Васојевићи су веома неговали српску православну веру, али и обичаје попут гостопримства о чему су веома водили рачуна. Гостопримство су често звали и поштење. Осим тога, имали су богате сватове и доста народних песама. Такође, водили су рачуна о свадбама, где су често бракови унапред били уговарани, а сватови бирани у кућама младожење. Раније је било од 12 до чак и 40 сватова на свадбама. На територији племена се налазе и многе цркве Српске православне цркве, као и манастири, попут манастира Ђурђеви Ступови из 1213. године, манастира Шудиково из 1219. године и други.
Крсна слава Васојевића је Аранђеловдан. Осим тога, славили су се и други значајни празници који су окупљали Васојевиће, а и припаднике других српских племена који су долазили у госте на славља, попут Божића и Бадње вечери, Богојављења, Савиндана, Ђурђевдана, Спасовдана и Петровдана.
Приликом подизања нове куће у Васојевићима, домаћин је обично звао мобу, где се трудио да што боље дочека раднике на моби. То су били обеди попут свечаног ручка или вечере. На мобу да се гради кућа, свако се радо одазивао. Учествовали су у дизању темеља куће, након чега су се радили зидови и остали елементи.
Што се тиче народне ношње, она је доста имала утицаја због околног становништва, те су имали сличне ношње осталим Брђанима, Старосрбијанцима, али и Арнаутима, што је очекивано, јер су живели у њиховој близини и набављали материјале од истих набављача. Током времена, у Полимљу се издвојио посебан тип васојевићке ношње. Током XIX века је постепено нестајала тадашња васојевићка ношња, која је била израђена у мушким џамаданима и чакширама од белог сукна и дугим црним кабаницама. Често су се носиле такозване струке са дугим сукненим полама са шарама и ресама, а због географског положаја и материјала који се одатле могао набавити, и скадарски јелеци. За разлику од мушке, женска ношња је била далеко разноврснија и богатија, са старим српским елементима и националним мотивима у украсима.

### Односи Васојевића са околним становништвом
Васојевићи су околно становништво у Полимљу прозвали Србљацима и Ашанима, мада постоје идеје да је тај назив заправо постајао и раније. Као и код других брдских племена, често се дешавало да одређена братства или племена, околно становништво гледају као припаднике који су мање значајнији од њих. Тако су и Васојевићи радили са околним становништвом које су затекли у Полимљу. Србљаке су често сматрали за мање Србе од себе, подложним турским утицајем. Често су се дешавали и сукоби између Васојевића и тог становништва који су били због различитих крађа или окршаја које су Васојевићи правили са њима. Тиме су се они доста мање мешали са другим братствима, за разлику од осталих српских племена. Једино су се Шекуларци утопили у њих, као и неколико других мањих братстава. Ипак, са снажнијим братствима, Васојевићи су често улазили у добре односе. Такође, касније су често заједно улазили у битке против Османлија, чиме је дошло касније до међусобног зближавања између ове две популације, које је кулминирало у  XIX веку и заједничким борбама са Османлијама за ослобођење тамошњег српског становништва.
Што се тиче околних племена, Васојевићи су углавном имали добре односе. Изразито су добри били са Кучима, али су се често дешавали мањи погранични окршаји са Брскутом (делом Куча и Братоножића) око испаше стоке, а било је и сличних случајева као са Србљавцима.

### Предања о пореклу
Као што је споменуто, постоје различита предања о пореклу, забележена код Васојевића. Васојевићи су сматрали да потичу од самих Немањића, а главно предање је било да је неки њихов потомак, Стево Васојевић, учествовао у Косовској бици, а онда се повукао у Херцеговину, а одатле његов потомак Васоје, а у неким предањима његов син Васо, дошао у Зету.
Друга предања укључују то да је Васо имао браћу од којих су настала остала племена, и српска и албанска. Ипак, за ово предање се зна да није тачно, а настало је као последица накнадног збраћивања са осталим племенима која су им била саборци. Такође, и само то предање има различите, и често супротстављене верзије.

### Васојевићка нахија
Васојевићи су једино брдско племе у Црној Гори, по којем је нека нахија добила име.

## Родови и братства
Према народном предању, Васо, оснивач племена, је имао три сина: Рајо, Новак и Мијоман. Од њих су настали васојевићка братства Рајовићи, Новаковићи и Мијомановићи. Ово су најбројније групе у Васојевићима и чине највећи део Васојевића. Васојевићи су поприлично хомогени, посебно у својој матици, са веома мало других братстава. Рајевићи су најбројнија група, а од Рајових синова Ђура, Дабете и Угљеше потичу Лопаћани, Дабетићи и Ковачевићи. Свака од тих основних грана се дели на велики број братстава која пре свега насељавају насељавају племенску територију Васојевића, али и бројне друге области у Црној Гори, Србији (посебно у Метохији) и Босни и Херцеговини.
Међу Лопаћанима су позната братства и породице Ракетићи (Поповићи), Чукићи, Ђукићи, Фолићи, Милошевићи (од којих је и некадашњи председник СРЈ Слободан Милошевић), Бојовићи (од којих је познати српски војсковођа из Првог светског рата Петар Бојовић), Нерадовићи, Раичевићи, Голубовићи, Лалевићи, Лалићи (од којих је познати писац из Црне Горе, Михаило Лалић), Нововићи, Ивановићи, Вешовићи, Вукичевићи, Лабани (за које постоји и једно предање да наводно изворно нису од Васојевића), Кастратовићи, Ђуровићи, Ђуришићи, Обадовићи, Катанићи, Дедовићи, Лекићи, Ђиновићи, Миловићи многи други.
Од Новаковића су позната братства и породице Миликићи, Радевићи, Рачићи (од којих је Пуниша Рачић), Ћулафићи, Радуновићи-Лимањци, Бабовићи, Вујовићи, Кочановићи и многи други.
Што се тиче Мијомановића, од њих су Рабљени, Јоксимовићи, Малишићи, Зечевићи (од којих је Мојсије Зечевић), Масловарићи, Дубаци, Стијовићи, Јововићи, Лазовићи (од којих је познати српски глумац Данило Лазовић), Бојићи и други.
Међу Васојевићима постоје и гране за које није утврђено од кога потичу, као и гране које потичу од претходних популација које су се утопиле у Васојевиће, попут Раденовићa, Величана, Шекулараца. Међу њима су Јовановићи, Павловићи, Ојићи, Видаковићи, Јанковићи, Вукашиновићи и други. Васојевићи су се доста исељавали у крајеве Метохије, Горње Мораче, Никшићке Жупе, Пољима Колашинским и Бихора.

## Познате личности
Постоје многобројне личности које су рођене или су пореклом из Васојевића или потекле са њихове племенске територије.
Милица Војводић рођена Павићевић, бака Црногорске краљице Милене Петровић Његош рођене Вукотић по којој су Павићевићи од Васојевића у сродству са династијама Петровић-Његош, Карађорђевић, Романов, Савоја и Багенберг.
Многе познате личности су родом или пореклом из Васојевића као: Карађорђе за кога се утврдило да је даље пореклом из одређених српских братстава из Зете, игуман Мојсије Зечевић, кнез Никола Милошевић Васојевић, војвода Петар Бојовић, војвода Петар Јокић (из Првог српског устанка), четнички командант Ђорђије Лашић, војвода Момчило Ђујић, Михаило Лалић, Слободан Милошевић, проф. др Светозар Стијовић, познати композитор Милутин Поповић Захар (Видовдан), позната глумица Мила Јововић, српска тенисерка Јелена Јанковић, проф. др Миљан Мојашевић, др Дивна Вековић, Љиљана Поповић, књижевни преводилац и појац духовне и традиционалне музике и други. Такође, из Васојевића је и Александар Лексо Саичић, капетан црногорске војске који је учествовао у Руско-јапанском рату 1904–1905. године, где је остао упамћен по двобоју у којем је победио јапанског ратника. Сабља којом је победио јапанског ратника се и данас чува у Војном музеју у Москви.
- Мојсије Зечевић
- Никола Милошевић Васојевић
- Петар Бојовић
- Александар Лексо Саичић
- Гавро Вуковић
- Тодор Вуковић
- Ђорђије Лашић
- Михаило Лалић
- Радован Зоговић
- Слободан Милошевић
- Светозар Стијовић
- Мила Јововић[25][26]
- Радослав Вешовић
- Радомир Вешовић
- Пуниша Рачић
- Јелена Јанковић
- Дивна Вековић
- Митар Милошевић
- Саво Оровић
- Рођа Раичевић